# شهرستان کاکامگا
شهرستان کاکامگا (به لاتین: Kakamega County) یک منطقهٔ مسکونی در کنیا است. شهرستان کاکامگا ۳٬۰۳۳٫۸ کیلومترمربع مساحت و ۱٬۶۶۰٬۶۵۱ نفر جمعیت دارد.